# Quadrille (Tanz)

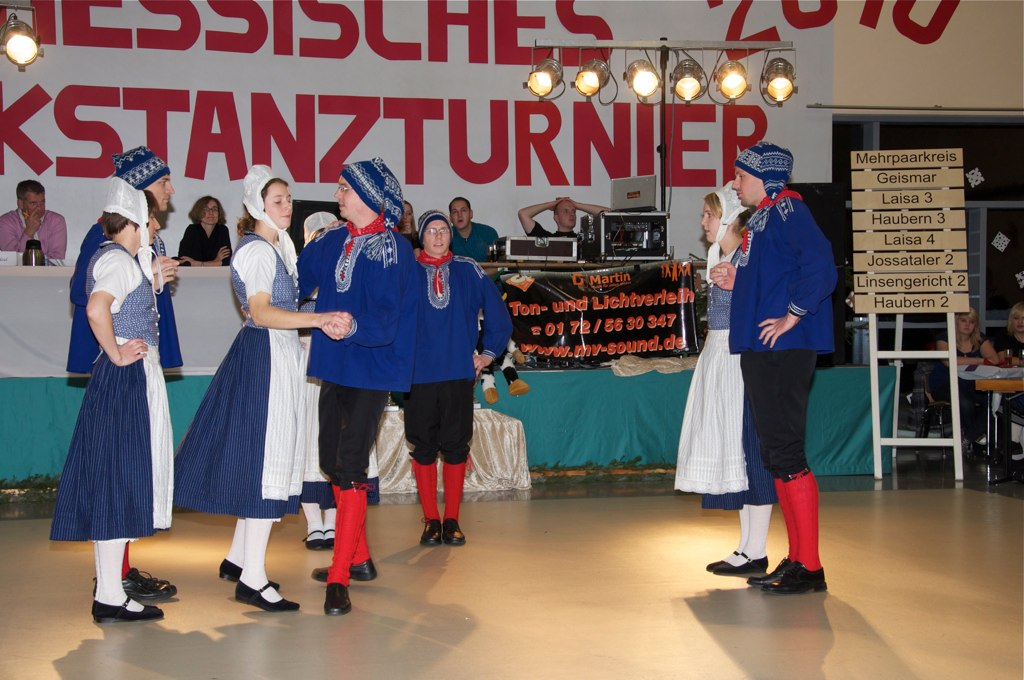
„Tangermünder Quadrille“

Die Quadrille, auch Quadrille à la cour ist ein aus Frankreich stammender Kontratanz, der im frühen 18. Jahrhundert in Paris entstand und zur Zeit Napoleons I. große Verbreitung fand. Sie wird von jeweils acht Personen (vier Paaren) getanzt, die sich zwei und zwei im Quadrat gegenüberstehen. In der Regel ist der Tanz fünf- oder sechsteilig im abwechselnden Dreier- und Zweiertakt (meistens 3⁄4 oder 3⁄8, mitunter auch 6⁄8, und 2⁄4), häufig mit einem Galopp am Ende. In der Form Les Lanciers ist die Tanzform in ganz Europa bekannt geworden. Eine Weiterentwicklung der Quadrille ist die Walzerquadrille, die mit einem Walzer abschließt.

## Weitere Geschichte
Ab 1852 wurden neue Quadrillen als Alternativen zum „Quadrille français“ eingeführt. Die „Quadrille des lanciers“ erschien 1856 und ist davon als einzige noch erhalten geblieben. Nicht mehr getanzt werden: „quadrille du prince impérial“, „quadrille des variétés parisiennes“, „quadrille des dames“ und „quadrille russe“. Sie besteht aus fünf Figuren (tiroirs, lignes, saluts, visites, lanciers) und wurde bis zum Zweiten Weltkrieg regelmäßig getanzt, ist derzeit aber eher selten, insbesondere als Tanzschau jedes Jahr beim Bal de l'X.

## Figuren der Quadrille français

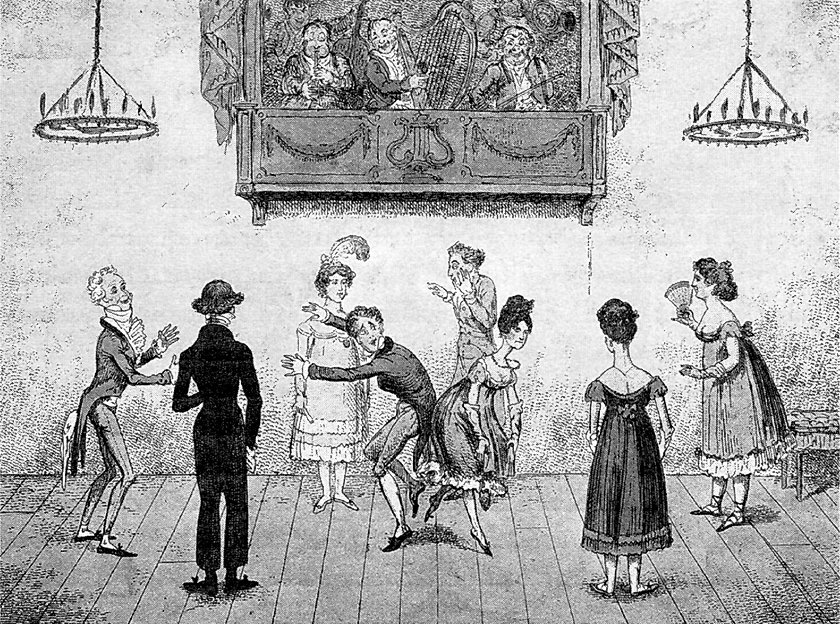
„Missgeschicke beim Quadrille-Tanz“ – humoristische Darstellung von 1817

Die sechs klassischen, französischen Figuren der Quadrille français sind:
1. Le Pantalon (Die Hose)
2. L’Été (Der Sommer)
3. La Poule (Das Huhn)
4. La Trénis (auch Trénitz, französisiert benannt nach dem deutschen Tanzmeister Trenitz, der um 1800 eine Tanzfigur für diesen Teil der Quadrille erfunden hatte)
5. La Pastourelle (Die Hirtin)
6. Finale oder Saint-Simonienne

In der Münchner Française entfällt die 4. Tour.

## Figuren und Musik der Quadrille des Lanciers
Die Quadrille des Lanciers entstand um 1850 und wurde zunächst, zur Unterscheidung von der Quadrille français, Quadrille anglais genannt, von der mindestens acht verschiedene Varianten existieren. Sie verschwand vor dem Ersten Weltkrieg aus dem Tanzprogramm.
Jede Figur hat ihre eigene Musik.
1. Les tiroirs (die Schubladen)
2. Les lignes (die Linien)
3. Les moulinets (die Rollen)
4. Les visites (die Besuche)
5. Les lanciers (die Lanzenreiter)

## Heutiges Auftreten
Die Quadrille wird an allen dänischen Gymnasien in Form des Les Lanciers gelehrt und bei jedem dänischen Abiball getanzt. Ansonsten ist die Quadrille aus der Mode gekommen. Noch bis in die 1950er Jahre war der Quadrilletanz fester Bestandteil klassischer Tanzkurse. Beliebt ist die Quadrille noch immer bei Hochzeiten und bei Bällen.
Auf vielen Bällen ist es gebräuchlich geworden, eine Mitternachtsquadrille in Massenformation zu tanzen, so z. B. auch anlässlich der Munotbälle auf dem Munot in Schaffhausen oder beim Wiener Kathreintanz.

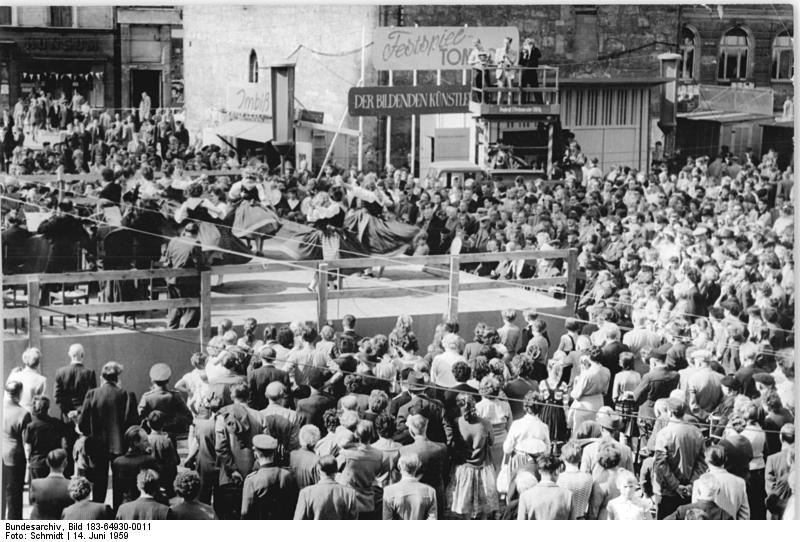
Die „Sauerländer Quadrille“

Bei Wiener Bällen, so auch am Wiener Opernball, dem Philharmonikerball oder bei der Rudolfina-Redoute, gehört die Quadrille français zum festen Bestandteil des Balls und wird unter anderem als Mitternachtsquadrille (nach der Mitternachtseinlage oder stattdessen) veranstaltet. Bei jener Form der Publikumsquadrille wird während des Tanzes jeder Tanzschritt angesagt (u. a. von Thomas Schäfer-Elmayer, oder beispielsweise auf dem Wiener Opernball ab 2007 von Roman E. Svabek). Nach Bedarf wird die Quadrille nach Mitternacht zu späterer Zeit wiederholt. Die Quadrille français wird auf Wiener Bällen in der heutigen Zeit (2000er-/2010er Jahre) ausschließlich zur Musik der Fledermaus-Quadrille (op. 363) von Johann Strauss (Sohn) getanzt.

## Weiterentwicklung und Rezeption
Der Square Dance und Set Dance basiert auf dem Prinzip der Quadrille. Diese Tanzform kommt auch immer wieder in Volkstänzen vor, etwa bei den „Bunten“, die vor allem in Norddeutschland überliefert sind.
In Lewis Carrolls Roman Alice im Wunderland tanzen zwei Figuren, der Greif und die falsche Schildkröte, die „Hummer-Quadrille“.